# Jerry Bruckheimer
Jerry Bruckheimer (Detroit, Michigan, 1943. szeptember 21. –) tízszeres Primetime Emmy-díjas amerikai producer. Beceneve Insider.

## Életrajz
Emigráns német zsidó család fiaként született. Detroit szegénynegyedében lakott családjával. 8 évesen saját baseballcsapatot szervezett, aminek menedzseri teendőit is ellátta: ruhát szerzett a játékosoknak. Pszichológia szakon végzett az Arizonai Egyetemen.
Pályafutása kezdetén televíziós reklámokat készített. Néhány jelentéktelenebb film után elkészítette első számottevő filmjét, az Amerikai gigolót Richard Gere főszereplésével. Első sikerét Don Simpson producertársával 1983-ban érte el a Flashdance című mozival, ami harmadik helyezést szerzett az az évi amerikai bevételi listán. Az azt követő Beverly Hills-i zsaru Jerry és Eddie Murphy számára is világsikert jelentett. 1986-ban a Top Gun című filmben megerősítették az akkor még fiatal Tom Cruise karrierjét. 
1985-ben és 1988-ban a National Association of Theather Owners az év producerének választotta Bruckheimert. Ezt követte a Bad Boys és a szintén Tom Cruise nevével fémjelzett Mint a villám szuperprodukció. 1996-ban a Szikla című filmjükkel 400 milliós bevételre tettek szert. Ebben az évben Don Simpson alkotótársa és barátja kábítószer-túladagolásban elhunyt. A következő években napjainkig Jerry számos sikerfilmet készített. A filmgyártásban eltöltött évtizedek során sajátos stílusjegyeket, képi világot alakított ki. Produkciói fő motívuma az amerikai hazafias érzelmek, az amerikai zászló és a naplementék.

## Filmjei

### Nagyjátékfilmek
- 2017 Űrvihar
- 2017 A Karib-tenger kalózai: Salazar bosszúja
- 2014 Távozz tőlem, Sátán!
- 2013 A magányos lovas
- 2011 A Karib-tenger kalózai: Ismeretlen vizeken
- 2010 A varázslótanonc
- 2010 Perzsia hercege: Az idő homokja
- 2009 G-Force – Rágcsávók
- 2009 Egy boltkóros naplója
- 2007 A nemzet aranya: Titkok könyve
- 2007 A Karib-tenger kalózai: A világ végén
- 2006 Déjà vu
- 2006 A Karib-tenger kalózai: Holtak kincse
- 2006 Fekete dicsőség
- 2004 A nemzet aranya
- 2004 Artúr király
- 2003 Bad Boys 2. – Már megint a rosszfiúk
- 2003 Lapzárta – Veronica Guerin története
- 2003 A Karib-tenger kalózai: A Fekete Gyöngy átka
- 2003 Kenguru Jack
- 2002 Rossz társaság
- 2001 A Sólyom végveszélyben
- 2001 Pearl Harbor – Égi háború
- 2000 Emlékezz a titánokra!
- 2000 Sakáltanya
- 2000 Tolvajtempó
- 1999 Nincs igazság
- 1998 A közellenség
- 1998 Max Q: Kényszerleszállás
- 1998 Armageddon
- 1997 Con Air – A fegyencjárat
- 1996 A szikla
- 1995 Bad Boys – Mire jók a rosszfiúk?
- 1995 Az utolsó esély
- 1995 Veszélyes kölykök
- 1990 Mint a villám
- 1987 Beverly Hills-i zsaru 2.
- 1986 Top Gun
- 1984 Szívtolvaj
- 1984 Beverly Hills-i zsaru
- 1983 Flashdance
- 1982 Párducemberek
- 1982 Ágyak és vágyak
- 1981 Az erőszak utcái
- 1980 A kihívás
- 1979 Amerikai dzsigoló
- 1977 Menni vagy meghalni
- 1975 Isten veled, drágám!
- 1972 The Culpepper Cattle Co.

### Televíziós sorozatok
- 2000-2015 CSI: A helyszínelők
- 2003-2010 Döglött akták
- The Amazing Race
- Lucifer (televíziós sorozat)
- Nyomtalanul(Without Trace)

## Díjai
- National Association of Theather Owners, az év producere (1985, 1988)
- Publicists Guild of America, Motion Picture Showman of the Year díja (1988)
- Publicists Guild of America, Showmanship in Television díja (2003)
- National Association of Theather Owners, Favorite Movie of The Year díja (1996)